# Cura Annonae
Cura Annonae («забота о снабжении зерном») — термин, образованный от имени богини Анноны, который в древнем Риме правительство использовало, чтобы описать импорт и распределение зерна жителям города Рима. Рим импортировал большую часть зерна, потребляемого его населением, по оценкам, ко II веку н. э. правительство предоставило субсидию или бесплатное зерно, а затем хлеб, примерно 200 000 беднейших жителей города Рима.
Термин «аннона» применялся для обозначения:
- годового сбора хлеба;
- совокупности жизненных припасов на рынке;
- цены зернового хлеба;
- специального налога, взимаемого в форме зерна в Сицилии, Сардинии, Африке и Египте[2].

Регулярные и предсказуемые поставки зерна и пособия по зерну были частью стратегии римского руководства по поддержанию спокойствия среди беспокойного городского населения, предоставляя им то, что поэт Децим Юний Ювенал саркастически назвал «хлебом и зрелищами» (раздача зерна сменилась выдачей печёного хлеба после Ювенала, около 200 года н. э.). В 22 году н. э. император Тиберий сказал, что если не обращать внимания на Cura Annonae, это будет «полной гибелью государства».
Наиболее важными источниками зерна, главным образом твердой пшеницы, были Египет, Северная Африка (современные Ливия, Тунис, Алжир и Марокко) и Сицилия. Для доставки зерна морским путём из этих мест в Рим требовались сотни кораблей, некоторые из которых были очень большими, и обширная система сбора зерна и его распределения внутри самого Рима. Археологические данные о торговле зерном редки из-за того, что зерно — скоропортящийся продукт, что затрудняет археологам его обнаружение.
Население города Рима резко сократилось в течение V и VI веков. Неизвестно, когда Cura Annonae перестал действовать. Возможно, он сохранялся в VI веке.

## История зернового пособия
Город Рим быстро рос во время Римской республики и Римской империи, достигнув численности населения, приближающейся к миллиону во II веке нашей эры. Население города превысило возможности близлежащих сельских районов для удовлетворения потребностей города в продовольствии. В дополнение к необходимости коммерческого импорта зерна в Рим, бесплатное или субсидируемое зерно было распространено среди значительной части римского населения.
В первые века республики (509—287 годы до н. э.) римское правительство время от времени вмешивалось, чтобы раздавать бесплатное или субсидируемое зерно населению. Регулярное распределение началось в 123 году до н. э. с закона о зерне, предложенного Гаем Гракхом и одобренного римским народным собранием. Взрослые мужчины-граждане (старше 14 лет) Рима имели право купить по цене ниже рыночной пять модиев зерна (более 33 килограммов) ежемесячно. Право на получение зерна было приблизительно у 40 000 взрослых мужчин. В 62 и 58 годах до н. э. число римлян, имеющих право на зерно, было расширено, и зерно стало раздаваться бесплатно. Число тех, кто получал бесплатное или субсидируемое зерно, увеличилось до 320 000, а затем было сокращено до 150 000 Юлием Цезарем, после чего установлено на уровне 200 000 Октавианом Августом — число, которое оставалось более или менее стабильным до конца существования Западной Римской империи.
В III веке нашей эры пособие по зерну заменили хлебом, вероятно, во времена правления Септимия Севера (193—211 годы н. э.). Он также начал давать оливковое масло жителям Рима, а позже император Аврелиан (270—275) распорядился о раздачи вина и свинины. С переносом при Константине столицы в Константинополь Рим утратил доступ к египетскому зерну, что привело к ужесточению контроля за анноной.
Поступление налога-анноны в Риме прекратилось в 429 году после захвата Северной Африки вандалами. Раздача хлеба, оливкового масла, вина и свинины, видимо, продолжались до конца существования Западной Римской империи в 476 году нашей эры, хотя сокращение населения города Рим уменьшило и количество необходимых продуктов питания. В Восточной Римской империи аннона прекратилась в 617 году с утратой Египта.
По разным оценкам, хлебное пособие в ранней Римской империи составляло от 15 до 33 процентов от общего объёма зерна, импортируемого и потребляемого в Риме. Хлеб являлся основным продуктом питания древних римлян: по оценкам, взрослый римлянин потреблял около 200 килограммов зерна в год.

## Поставка
К концу 200-х годов до н. э. зерно отправлялось в Рим из Сицилии и Сардинии. В I веке до н. э. тремя основными источниками пшеницы были Сардиния, Сицилия и Северная Африка, то есть регион, в центре которого находился древний город Карфаген. С включением Египта в состав Римской империи и в правление императора Октавиана Августа (27 год до н. э. — 14 год н. э.) Египет стал основным источником поставок зерна для Рима. К 70-м годам н. э. историк Иосиф Флавий утверждал, что Африка кормила Рим в течение восьми месяцев в году, а Египет — только четыре. Хотя это утверждение, возможно, игнорировало поставки зерна из Сицилии и переоценивалась важность Африки, историки не сомневаются, что Африка и Египет были наиболее важными источниками зерна для Рима. Чтобы гарантировать, что поставки зерна будут достаточными для Рима, во II веке до н. э. Гракх поселил 6000 колонистов возле Карфагена, предоставив им около 25 гектаров каждому для выращивания зерна.
Зерно, превращённое в хлеб, было, безусловно, самым важным элементом в римском рационе. Несколько ученых пытались вычислить общее количество зерна, необходимого для снабжения города Рима. По оценкам Рикмана, Риму нужно было 40 миллионов модий (200 000 тонн) зерна в год, чтобы прокормить свое население. Эрдкамп подсчитал, что необходимое количество должно было составлять не менее 150 000 тонн, рассчитав, что каждый житель города потребляет 200 килограммов (440 фунтов) зерна в год. Общая численность населения Рима, предполагаемая при расчете этих оценок, составляла от 750 000 до одного миллиона человек. Дэвид Маттингли и Грегори Олдрет оценили объём импортируемого зерна в 237 000 тонн на 1 миллион жителей; Это количество зерна должно было обеспечить 2326 калорий в день на человека, не включая другие продукты, такие как мясо, морепродукты, фрукты, бобовые, овощи и молочные продукты. The Historia Augusta утверждает, что император Север оставил на хранении 27 миллионов модиев, что для 800 000 жителей составляло 225 килограммов зерна на человека в год.

## Перевозка
Судоходные пути, связывавшие Рим с центрами поставок зерна (Египет, Северная Африка, Сицилия и, возможно, другие места), имели стратегическое значение. Тот, кто контролировал поставки зерна, имел важную меру контроля над городом Римом. Рим зависел от быстрого поступления импортного зерна.
Снабжение Рима зерном было для римлян главной транспортной и административной задачей. Невозможно было обеспечить потребности Рима наземным транспортом. Было «дешевле переправлять зерно с одного конца Средиземного моря на другой», чем «везти его по суше около 75 миль [120 километров]». Таким образом, для доставки зерна из относительно близких Сицилии и Сардинии, более отдаленной Северной Африки и гораздо более отдаленного Египта требовался большой флот мореходных зерновых судов. Расстояние от Сицилии до Рима по прямой линии (парусные суда обычно не путешествовали по прямой линии) составляло более 500 километров (310 миль), от Карфагена в Северной Африке более 600 километров (370 миль), а из Египта более 2000 километров (1200 миль)
Чтобы обеспечить бесперебойную поставку зерна, средиземноморские морские пути должны были быть свободны от пиратства, что являлось постоянной военной задачей перед римским флотом. Военно-морской флот Рима самостоятельной военной отраслью в том же смысле, что и современный флот, особенно после того, как Рим аннексировал все побережье Средиземного моря. Помимо выполнения обычных антипиратских обязанностей, корабли, которые были частью того, что римляне считали своим флотом, на самом деле несли значительную часть римского импорта зерна.
Время плавания от портов города Остии (около Рима) и Путеоли (около Неаполя) до Александрии в Египте могло составлять всего 14 дней. Возвращение в Рим занимало гораздо больше времени, поскольку ветры были неблагоприятными, а суда должны были огибать береговую линию и двигаться круговыми путями. «Путешествие … от Александрии в Рим было непрерывной борьбой против отвратительных ветров». По оценкам Лайонела Кассона, среднее время в пути составляло почти 70 дней. Зерно было помещено в мешки, а не лежало свободно в трюмах кораблей. Кассон считает, что грузовые корабли «мчались из Остии или Поццуоли в Александрию с ветром по пятам за десять дней до двух недель», а путешествие обратно с грузом зерна «… занимало, по крайней мере, месяц, а иногда и два или более». Учитывая также время, необходимое для погрузки и разгрузки зерновых судов вручную, суда, пересекающие маршрут Египет — Рим, вероятно, совершали только один круговой рейс в год. Можно было совершить несколько поездок в год из Северной Африки или Сицилии. Испания также была важным источником оливкового масла и, возможно, зерна.
Зерно из Египта. Сезон сбора урожая зерна в древнем Египте был с апреля до начала июня. Ежегодный разлив Нила начался в июне, и, поэтому сбор урожая должен был закончиться до того, как воды реки покроют землю. Зерно в Египте, по-видимому, было получено Римом в качестве налога на фермеров. Зерно перевозилось в основном на баржах по разным притокам Нила к озеру Марьют, граничащему с южной частью города Александрия. Там оно проверялось на качество и, когда оно принималось, перевозилось по каналу в порт Александрии, большую гавань, где грузилось на корабли для отправки в Рим.
Зерно из Северной Африки. Двадцать девять средиземноморских портов (не считая Египта), возможно, экспортирующих зерно в Рим, были обнаружены археологами в северной Африке, начиная от Ливии до Марокко. Самым большим был, вероятно, Карфаген. Ввиду отсутствия судоходных рек в регионе зерно приходилось перевозить в эти порты по суше, что говорит о том, что из-за стоимости наземного транспорта зерно выращивалось в непосредственной близости от портов. Зерно, вероятно, транспортировалось в порты на четырёхколесных повозках, запряженных четырьмя волами, каждая из которых перевозила от 350 килограммов (770 фунтов) до 500 килограммов (1100 фунтов). Зерно из древней Киренаики (Ливия), возможно, было важным, потому что ранний урожай там мог обеспечить Рим зерном ещё до сбора урожая в других регионах, где выращивались зерновые. Каждый год прибытие первых флотилий зерновых судов было долгожданным событием в Риме.
Последний отрезок. По прибытии в порт Остия, в устье реки Тибр, зерно выгружалось со своего транспортного судна и загружалось на баржи, которые перевозились в Рим животными или людьми, примерно в 30 километров (19 миль) вверх по реке. По прибытии в Рим зерно хранилось на больших складах, называемых horrea, до тех пор, пока оно не использовалось. Большая часть horrea с I века н. э. находилась в государственной собственности.

## Суда
Сотни или даже тысячи кораблей были обязаны перевозить зерно в Рим. Правительство Рима поощряло строительство больших судов для перевозки зерна. У некоторых была способность перевозить 50 000 модий (350 тонн) или даже больше. Корабли гораздо большей вместимости упоминаются Лукианом, а также в Деяниях Апостолов. Транспортировка зерна представляла особые проблемы. Зерно должно храниться в прохладном и сухом месте, чтобы предотвратить прорастание и заражение вредителями и плесенью, а также не допускать смещения из стороны в сторону в трюме судна, что может повлиять на мореходность транспортного судна. Мокрое зерно могло потопить корабль, расширив и расколов боковые стенки корпуса.
Лукиан около 150 года описал очень большой зерновой корабль, укрывающийся в порту Пирей, Греция. Корабль «Изида» был длиной 55 метров (180 футов) и имел балку более четверти. От палубы до дна грузового отсека было 13 метров (43 футов), Кассон подсчитал, что грузоподъемность составляет от 1200 до 1300 тонн зерна Оценка, которая не была подтверждена археологическими находками.. Зерновые корабли приводились в движение исключительно парусами, а не рядами гребцов, как на римских военных кораблях.
Кассон реконструировал путешествие из Александрии, Египта в Рим. Зерновой корабль, покидающий Александрию, сначала направлялся на северо-восток к Кипру, затем следовал на юг побережья Анатолии на запад и двигался вдоль южного берега Крита, останавливаясь по мере необходимости в одном из нескольких портов на пути следования. Из Крита зерновой корабль должен был проплыть через Средиземное море на запад к острову Мальта, целью которого является Сиракузы, Сицилия и Мессинский пролив. Пройдя через проливы, крупные зерновые корабли стояли в порту Путеоли, недалеко от Неаполя, или после улучшения порта около 113 года, в Остии, недалеко от Рима. Из Путеоли груз с больших кораблей должен был быть разгружен на меньшие корабли и доставлен в Остию. Меньшие суда, прибывающие из Северной Африки или Египта, могут отправиться прямо в Остию для разгрузки.
Путешествие Павла. Опыт Апостола Павла в 62 году иллюстрирует опасность путешествия из Египта в Рим. Павел сел на связанный с Римом зерновой корабль в Анатолии. Корабль был большим, на борту находилось 276 человек, считая экипаж и пассажиров. Плавание было в конце парусного сезона, после Дня искупления (обычно в начале октября), и ветры были неблагоприятными. Следуя обычному маршруту вдоль южного берега Крита, корабль Павла сошел с курса и потерпел крушение на острове Мальта. Он провел зиму на Мальте, а затем отправился в Путеоли и Рим.
Владельцы судов. Корабли, занимающиеся торговлей зерном, находились в частной собственности. Римское правительство предоставляло субсидии и налоговые льготы, чтобы стимулировать судостроение и торговлю зерном, и брало на себя риск судоходства, предоставляя владельцам судов определённую форму страхования.

## Помол и выпечка
Хлеб был самым важным элементом в римской диете. Нехватка зерна для производства хлеба или значительный рост цен на зерно могли иметь — и часто имели — серьёзные политические последствия, включая массовые беспорядки, которые повлияли на стабильность римского правительства. Ежемесячно пособия по безработице давали беднейшим людям Рима. Зерно продавалось тем, кто не имел права на пособие по безработице, или тем, кто нуждался в зерне в дополнение к тому, что они получили по пособию по безработице. Точные детали того, как зерно продавалось в Риме, однако, являются «главной загадкой».
В первые века римской республики и империи люди, получавшие зерно, брали его на одну из многочисленных мельниц в городе, чтобы размолоть его в муку, а затем либо выпекали хлеб из муки в домашней печи, либо в общей печи. Они также могли сделать это в одной из многочисленных пекарен в каждом районе города. Ручные мельницы для зерна были известны в V веке до н. э. в Греции, и предположительно вскоре распространились в Риме. Ручные мельницы имели лишь небольшую мощность для измельчения зерна в муку, обслуживая индивидуальное хозяйство или несколько домашних хозяйств. Мельницы с приводом от животных (обычно с использованием ослов) с гораздо большей производительностью появились в Риме к III веку до н. э., и создание пекарен, вероятно, сопровождалось принятием мельниц с приводом от животных. Водяные мельницы с еще большей производительностью были впервые использованы в I веке до н. э., но их развитие потребовало больших инвестиций в инфраструктуру, особенно в акведуки, и их использование для измельчения почти всего зерна для города Рима не приходило до конца II-го или III-го веков н. э..
Для водяных мельниц требовался постоянный запас воды, и она поступала из акведука Траяна, который доставлял воду примерно на 40 километров (25 миль) от источников близ озера Браччано до холма Яникул, расположенного сразу за стенами города Рима. Акведук был открыт в 109 году, и вода, которую он нес, первоначально использовалась в качестве питьевой воды и воды для купания. Голод (и последовавшие за ним беспорядки) в 190 году, вызванные коррупцией в системе распределения зерна, побудил римское правительство при императоре Септимусе Северусе вмешаться и превратить распределение зерна среди населения в распределение муки. Водяные мельницы, построенные на холме Яникул, «были предназначены для централизации, упорядочения и, возможно, даже для деприватизации городских операций по переработке». Оценки даты начала работы водяных мельниц различны, но это было, вероятно, в начале III века.
Превращение хлебного запаса для жителей Рима в мучной запас несло с собой целый ряд проблем. Мука гораздо более скоропортящийся продукт, чем зерно, и ее распределение должно было бы осуществляться чаще. Мало что известно о первоначальной системе распределения муки, производимой водяными мельницами. Императору Аврелиану (270—275 годы) обычно приписывают изменение или завершение изменения системы распределения продовольствия с зерна или муки на хлеб, а также добавление оливкового масла, соли и свинины к продуктам, распространяемым среди населения. До Аврелиана эти продукты были распространены спорадически. Аврелиану также приписывают увеличение размера буханок хлеба без увеличения цены на буханку, что, несомненно, было популярно у римлян, которые не получали бесплатный хлеб и другие продукты через пособие по безработице. В IV веке нашей эры в Риме было 290 зернохранилищ и складов, а также 254 пекарни, которые контролировались и контролировались государством и давали привилегии для обеспечения их сотрудничества.

## Конец Cura Annonae
Население города Рима достигло, возможно, более чем одного миллиона человек с конца I века до III века н. э., а затем сократилось на 400 году н. э. до 700 000—800 000, между 400 000 и 500 000 в 452 году, а затем до численности населения, оцениваемой только в 100 000 в 500 году, ещё более снижаясь в средние века. Рим не нуждался во многих своих водяных мельницах, складах, пекарнях, а также в портах и транспортных средствах из-за «сокращения населения, сокращения армии и увеличения земли для питания населения». В начале VI века Кассиодор отметил значительное сокращение населения и количества водяных мельниц. «Об огромном количестве римского народа в древности свидетельствуют обширные провинции, из которых он черпал продовольствие … и огромное множество мельниц, которые могли быть сделаны только для использования, а не для украшения».
Дата окончания Cura Annonae неизвестна, но, возможно, она существовала в VI веке нашей эры. В 500 году король остроготов Теодорих Великий посетил Рим и пообещал пищу его жителям, возможно, восстановив Cura Annonae или продолжив его. В 537 году ромейский генерал Велизарий и его армия были осаждены в Риме остготами. Готы блокировали акведук, обеспечивающий водой мельницы, что ограничивало возможности Рима по производству муки. Велисарий установил на реке Тибр судовую мельницу для измельчения зерна и продолжил обеспечивать жителей города хлебом.

## Политика и предложение зерна
На протяжении большей части республиканского периода забота о поставках зерна (cura annonae) была частью обязанностей эдиля. Аннону олицетворяли как богиню, и зерновое пособие распределялось из Храма Цереры. Однако уже в 440 году до н. э. римский сенат назначил специального чиновника, который назывался префект анноны, этот чиновник с подчинёнными ему конторами в Риме, Остии, Поццуоли, он отвечал за транспортировку хлеба из провинций в Рим на частных кораблях, а также за юридическое обеспечение и стабильность зернового рынка.
Cura Annonae была важным источником влияния и мощи Гнея Помпея в его дальнейшей карьере. В соответствии с политикой принципата, положение praefectus annonae стало постоянным, в то время как ряд привилегий, включая предоставление гражданства и освобождение от определённых обязанностей, был распространен на судовладельцев, которые подписывали контракты на перевозку зерна в город.
Большая часть городского снабжения поступало через свободный рынок. Цены в городе были неизменно высокими, и торговцы могли рассчитывать на получение прибыли. Зерно также было собрано в качестве налога в натуральной форме из некоторых провинций; часть этого налога раздавалась чиновникам и солдатам, а другая часть продавалась по рыночным ценам.
Поставка зерна была важной проблемой для братьев Гракхов, так старший брат Тиберий Семпроний Гракх утверждал, что консолидация римских сельскохозяйственных земель в руках немногочисленных землевладельцев толкнула безземельных италиков в город, где они нашли скорее нищету, чем работу. Поставка зерна была последовательной опорой для политических лидеров популяров, которые обращались к плебсу. Но непопулярность этих законов привела к тому, что более консервативные законы пытались обуздать реформы Гракхов, такие как lex Octavia и lex Terentia Cassia.
Цена на зерно становилась главной проблемой, во время неоднократных восстаний римской провинции Сицилия, что приводило к росту цен до недоступных уровней. Снижение цен на зерно стало важной частью политической платформы радикального популяра Луция Сатурнина, который занимал должность плебейского трибуна нестандартно три раза.
Должностным лицом, ответственным за предоставление алиментов был куратор алименторум. Во время империи этот пост стал важной бюрократической должностью, которую должна была занять сенатская элита до принятия консульства. Последним известным должностным лицом, занимавшим этот пост, был Тит Флавий Постумий Квиет, вероятно, в начале 270-х годов.
Все последующие императоры использовали бесплатное или сильно субсидируемое зерно, чтобы накормить население. Политическое использование зерновых запасов наряду с гладиаторскими играми и другими развлечениями породило поговорку «Хлеба и зрелищ». Это выражение пришло из сатиры Ювенала (60-140 годы н. э.), подразумевающей будто население города ничего не делало, кроме питания бесплатным зерном и посещения развлечений (цирковые гонки проводились в среднем только 17 дней в году, а гладиаторские игры — 5-7 дней в году). Механизм Annona Civilis со временем стал более сложным.
С обесцениванием валюты в течение III века армия получала нормированные припасы (annonae), а также деньги, полученные в конце III столетия, посредством громоздкого управления сбора и перераспределения. Роль государства в распределении Annonae оставалась центральной чертой его единства и власти: «прекращение этой государственной функции в V веке было главным фактором, приведшим к экономической раздробленности, как и окончание реквизиции зерна для города Рима».